# Ангел Ангелов (инженер)
 Тази статия е за академика.  За други личности със същото име вижте Ангел Ангелов.  
Ангел Симеонов Ангелов е български инженер, работил в областта на електротехниката, академик на Българската академия на науките.

## Биография
Роден е през 1929 година в село Торлак, Разградско, Царство България. Завършва слаботокова електротехника в Държавната политехника, след което защитава дисертация в Московския електротехнически университет по съобщенията. Той е един от създателите на Българската телевизия и основател на Централния институт по изчислителна техника.
През 1978 година оглавява Института по техническа кибернетика и роботика, а след неговото разделяне през 1990 година – Института по компютърни системи. Посланик е в Япония през 1982 – 1987 година. Става член-кореспондент през 1981 г. и действителен член на БАН през 1989 г.
През 1996 година заедно с Любомир Илиев са сред удостоените с наградата „Computer Pioneer“ на IEEE Computer Society за развитието на компютърните науки в България.
През 2009 година е награден с орден „Стара планина“ първа степен „за изключително големите му заслуги към Република България в областта на информационните технологии, компютърната техника и автоматика, както и по повод 80 години от рождението му.“